# Enfield Town
Enfield Town is een wijk in het Londense bestuurlijke gebied Enfield, in de regio Groot-Londen. De plaats ligt aan de rivier de Lea. De lokale voetbalclub heet Enfield Town Football Club.

## Geboren
- Alison Goldfrapp (1966), zangeres
- Michael Duberry (1975), voetballer
- Amy Winehouse (1983), zangeres
- Robert Grabarz (1987), hoogspringer
- Clare-Hope Ashitey (1987), actrice
- Neil Etheridge (1990), Filipijns voetballer

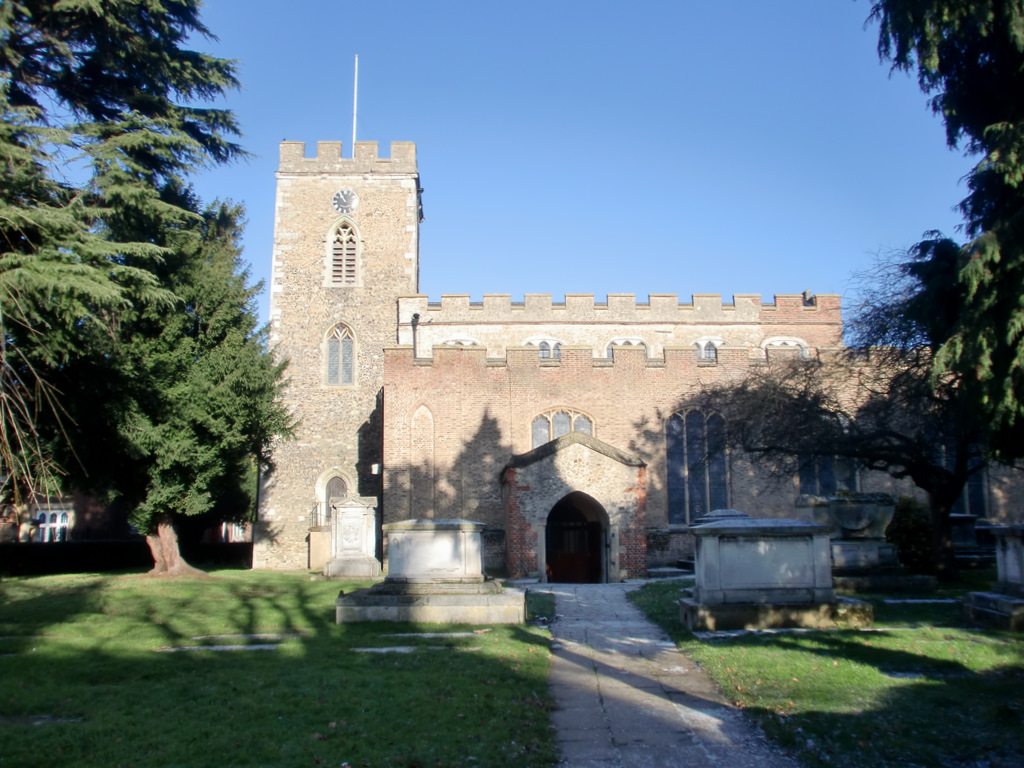
Kerk

- Chijindu Ujah (1994), atleet
- Josh Onomah (1997), voetballer
- Ayden Heaven (2006), voetballer